# Chỉ (Phật giáo)
Chỉ (zh. 止, sa. śamatha, pi. samatha. bo. zhi gnas ཞི་གནས་) có những nghĩa sau:
1. Dừng lại, xong, chấm dứt;
2. Khiến dừng lại; làm cho dừng lại. Dừng, sự đình chỉ. Giới hạn. Ngừng nghỉ;
3. Dừng lại các hành vi ác;
4. Thiền định, pháp thiền tập trung tâm ý, khác với pháp thiền phân tích (quán 觀), là sự tịnh chỉ, đồng nghĩa với Định (定, sa., pi. samādhi), Nhất tâm (一心, pi. cittekagattā) và Bất loạn (不亂, pi. avikhepa). Đó là một trong những yếu tố của thiện tâm.

Theo dòng Cách-lỗ (bo. gelugpa དགེ་ལུགས་པ་) ở Tây Tạng, người ta còn phân biệt nhiều giai cấp của Chỉ và nhập định là cấp cao nhất. Muốn nhập định, hành giả phải chuyên tập chỉ và quán. Chỉ làm cho tâm bất loạn trong khi Quán (觀; quán sát với trí huệ) giúp hành giả quan sát phân tích những hiện tượng xung quanh, chứng được Chân như, tính Không.
Theo truyền thống Phật giáo Tây Tạng, các chướng ngại của việc phát triển, tu tập chỉ được diệt trừ bằng: 9 cấp bậc của Tâm, Cửu trụ tâm (zh. 九住心, sa. navākārā cittasthiti), Lục lực (zh. 六力, sa. ṣaḍabala) và 4 hoạt động của tâm, Tứ tác ý (zh. 四作意).
I. Cửu trụ tâm là: 
1. Nội trụ (zh. 內住, sa. cittasthāpana): sự tập trung cao độ vào đối tượng thiền quán;
2. Đẳng trụ (zh. 等住, sa. saṃsthāpana): Làm tâm vững chắc;
3. An trụ (zh. 安住, sa. avasthānana): Trau dồi liên tục sự tập trung;
4. Cận trụ (zh. 近住, sa. upasthānana): Chỉ chú tâm, chỉ đặt tâm vào phạm vi, giới hạn của đối tượng thiền quán;
5. Điều phục (zh. 調服, sa. damana): Thuần hoá tâm;
6. Tịch tĩnh (zh. 寂靜, sa. śamana): An tâm dạng thô;
7. Tối cực tịch tĩnh (zh. 最極寂靜, sa. vyupaśamana): An tâm dạng vi tế;
8. Chuyên trụ nhất thù chi lưỡng trụ (zh. 專住一殊之兩住, sa. ekotīkaraṇa): Nhất tâm bất loạn;
9. Đẳng trì (zh. 等持, sa. samādhāna): Nhập định.

II. Lục lực bao gồm: 
1. Thính văn lực (zh. 聽聞力): Lực để nghe Phật pháp (tương ưng I,1);
2. Tư duy lực (zh. 思惟力): Năng lực của tư duy về Phật pháp (tương ưng I, 2);
3. Niệm lực (zh. 念力): Năng lực của Niệm (tương ưng I, 3 và 4);
4. Chính tri lực (zh. 正知力): Năng lực của sự thông hiểu (I, 5 và 6);
5. Tinh tiến lực (zh. 精進力): Năng lực của sự tập trung (I, 7 và 8);
6. Xuyến tập lực (zh. 串習力; xuyến tập ở đây có nghĩa là đã thấm nhuần, quen thuộc lắm rồi): Năng lực của sự thuần hoá, quen thuộc tự nhiên (I, 9).

III. Tứ tác ý là: 
1. Lực lệ vận chuyển (zh. 力勵運轉, Cố gắng vận động): Trong hai giai đoạn đầu thì tâm phải cố gắng nhiều mới an trụ nơi đối tượng (sở duyên), tạo mối liên hệ giữa tâm và đối tượng quán chiếu (tương ưng I, 1 và 2);
2. Hữu gián khuyết vận chuyển (zh. 有間缺運轉, một sự cố gắng còn gián đoạn, thiếu sót): Từ giai đoạn thứ ba đến thứ bảy thì sự tập trung vận chuyển vẫn còn khiếm khuyết. Tạo đi tạo lại sự tập trung vào đối tượng (tương ưng I, 3 đến 7);
3. Vô gián khuyết vận chuyển (zh. 無間缺運轉): Trong giai đoạn thứ tám thì tâm đã có khả năng an trụ vô gián nơi đối tượng (tương ưng I, 8);
4. Vô công dụng vận chuyển (zh. 無功用運轉); vận chuyển không cần dụng công): Trong giai đoạn thứ chín thì tâm thức an trụ nơi đối tượng một cách tự nhiên, vô công dụng (tương ưng I, 9).

Phương pháp trên được phát triển dựa theo nền tảng của Duy thức tông, được các tông phái tại Tây Tạng thống nhất sử dụng. Toàn bộ quá trình tu tập để đạt định thường được trình bày với những biểu tượng; hai khuynh hướng cản trở con đường tu tập là tâm đắm chìm, lừ đừ (hôn trầm) và xao động không yên (trạo cử) được biểu tượng hoá bằng hai con thú: khỉ và voi. Trong quá trình tu tập chỉ thì hai con thú này dần dần được thuần hoá, chinh phục.